# 痣硬皮地蛛
痣硬皮地蛛（学名：Calommata signata）为地蛛科硬皮地蛛屬下的一个种。